# Formazione di Wengen
La Formazione di Wengen è un'unità litostratigrafica del Triassico medio-superiore delle Alpi Meridionali. Prende il nome dalla località di Wengen o La Valle in Alto Adige.
Nel 1841 H.L. Wissmann utilizzò per la prima volta il termine Wengener Schichten, per descrivere un litotipo terrigeno-carbonatico con colore dal grigio scuro al nero. Nel 1879 John Augustus Edmund Mojsisovics von Mojsvár, li ha descritti con maggior dettaglio.
L'area di affioramento si estende nel sud delle Alpi, dalla Lombardia alla Carinzia.
La formazione è costituita da un'alternanza di strati di marne e arenarie. I vulcanoclasti all'interno rappresentano lo smantellamento dell'edificio vulcanico Ladinico, mentre la componente carbonatica proviene dalle piattaforme Cassiane (Dolomia Cassiana 1).
Inoltre, come nella Formazione di San Cassiano, si possono trovare blocchi e brecce dei Calcari del Cipit.
Nelle argille e marne si possono trovare resti fossili vegetali (indicatori che nelle zone emerse si svilupparono foreste), di bivalvi (ad es. Daonella Lommeli), ammonoidi ed altri organismi.
La formazione di Wengen ha una potenza massima di 400 metri, presenta al letto sia le Ialoclastiti Ladine, sia il Conglomerato della Marmolada. Quest'ultimo si rinviene principalmente nelle vicinanze dei centri di sviluppo vulcanico e può arrivare a 1.000 metri di spessore.
Questo conglomerato ha distribuzione difforme, può essere presente sia come parte della Formazione di Wengen (come indicato nella descrizione della Commissione Italiana di Stratigrafia), che come formazione separata (come indicato nella Carta Geologica delle Dolomiti occidentali 1:25.000). 
Lateralmente la Formazione di Wengen passa alla Formazione dei Rosszähne-(Denti di Terrarossa) e al Conglomerato della Marmolada per interdigitazione, alla Formazione di San Cassiano in modo graduale.